# Tung Chung Phố
Tung Chung Phố là một xã thuộc huyện Mường Khương, tỉnh Lào Cai, Việt Nam.

## Địa lý
Xã Tung Chung Phố nằm ở phía bắc của huyện Mường Khương và cách huyện lỵ 3,5 km, có vị trí địa lý:
- Phía đông giáp xã Tả Ngài Chồ và xã Dìn Chin
- Phía nam giáp xã Nấm Lư
- Phía tây giáp thị trấn Mường Khương
- Phía bắc giáp hương Kiều Đầu (桥头)[3] huyện Hà Khẩu[4] châu Hồng Hà tỉnh Vân Nam Trung Quốc.

Năm 2004, xã Tung Chung Phố có dân số 3.468 người, gồm các dân tộc: Nùng (43 %), Kinh, Tày, Tu Dí, Pa Dí, H'Mông, Dao, Phù Lá, Thu Lao,...
Năm 2010, sau khi chuyển 2.139 người về thị trấn Mường Khương, xã Tung Chung Phố có dân số 2.048 người.

## Lịch sử
Năm 1981, xã Tùng Lâu và hai thôn Tả Chu Phùng và Tù Chả của xã Tả Chu Phùng sáp nhập vào xã Tung Chung Phố.
Năm 2010, một phần lãnh thổ của xã Tung Chung Phố (gồm 775 ha diện tích tự nhiên và 2.139 người) được sáp nhập vào xã Mường Khương để thành lập thị trấn Mường Khương.

## Hành chính
Xã Tung Chung Phố được chia thành 8 thôn: Tả Chu Phùng, Páo Tủng, Văng Leng, Lũng Pâu, Nản Tiểu Hồ, Cán Hồ A, Séo Tủng, Vả Thàng.